# Анель Шабанаджович
Анель Шабанаджович (босн. Anel Šabanadžović; нар. 24 травня 1999, Джексон (Міссурі), США) — боснійський футболіст, півзахисник грецького клубу АЕК і молодіжної збірної Боснії і Герцеговини.

## Клубна кар'єра
Анель Шабанаджович народився 24 травня 1999 року в місті Джексон, штат Міссурі, але вже незабаром повернувся на історичну батьківщину, де почав займатися в молодіжній академії столичного «Желєзнічара». З 2017 року переведений до першої команди. У футболці «залізничників» дебютував 24 липня 2017 року в переможному (3:1) домашньому поєдинку 1-го туру боснійської Прем'єр-ліги проти ГОШКа. Анель вийшов на поле на 67-ій хвилині, замінивши Синана Рамовича. За півтора роки провів у чемпіонаті Боснії і Герцеговини зіграв 42 матчі.
У січні 2019 року приєднався до грецького клубу АЕК, з яким уклав п'ятирічний контракт.

## Кар'єра в збірних
З 2015 року викликався до юнацької збірної Боснії і Герцеговини U-17. В її складі дебютував 15 березня 2016 року в переможному (2:1) домашньому поєдинку проти однолітків з Грузії. Шабанаджович вийшов на поле на 81-ій хвилині, замінивши Севкію Решича. Загалом у складі збірної зіграв 6 матчів.
Згодом ще шість матчів відіграв за юнацьку збірну для 19-річних. 2018 року дебютував за молодіжну збірну Боснії і Герцеговини.

## Досягнення
«Желєзнічар»
- Кубок Боснії і Герцеговини
  -  Володар (1): 2017/18